# Auto Projekt Centrum
Auto Projekt Centrum s. r. o., zuvor Gordon Cars a. s., ist ein tschechischer Hersteller von Automobilen.

## Unternehmensgeschichte
Vladimír Friml gründete 1997 das Unternehmen Gordon Cars a. s. in Rokycany, übernahm das Fahrzeugprojekt des in finanziellen Schwierigkeiten geratenen Unternehmens RAF a. s. und begann mit der Produktion von Automobilen. Der Markenname lautet Gordon. 1998 erfolgte eine Umbenennung in Auto Projekt Centrum s. r. o. und der Umzug nach Pilsen.

## Fahrzeuge

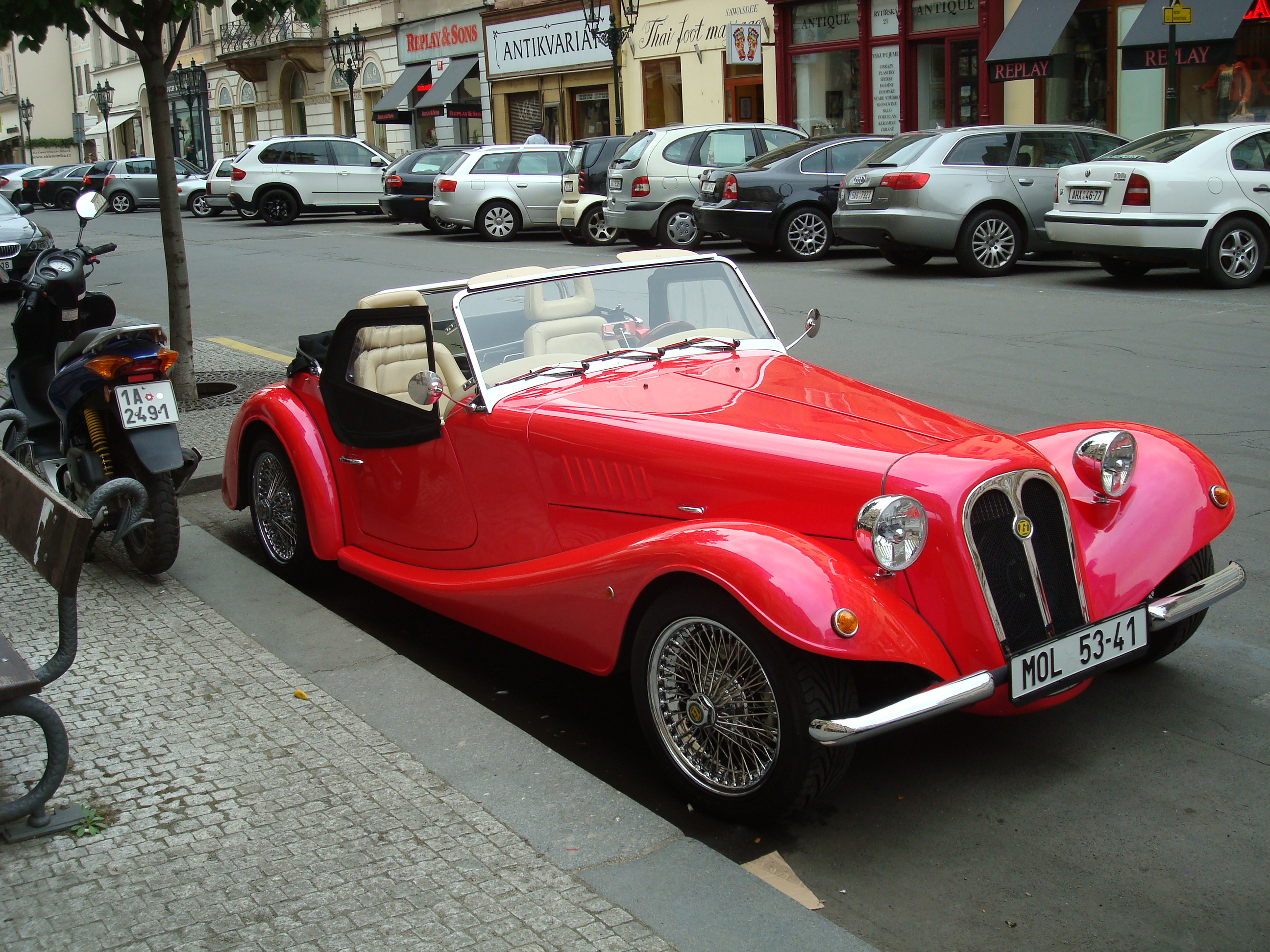
Gordon Roadster

Das einzige Modell ist ein Roadster im Stile der 1930er Jahre ohne direktes Vorbild, mit einer gewissen Ähnlichkeit zum Aero 30.